# Beyond the Red Mirror
Beyond the Red Mirror ist das zehnte Studioalbum der deutschen Metal-Band Blind Guardian.

## Covergestaltung
Das Cover, in Rot gehalten, zeigt einen Spiegel, den es zu durchqueren gilt. Das Motiv knüpft damit inhaltlich und bildlich an das Cover des 1995 erschienenen Imaginations from the Other Side an.

## Hintergrund
Das Album wurde im Twilight Hall Studio in Grefrath aufgenommen. Inhaltlich knüpft es an die 1995 veröffentlichte Platte Imaginations from the Other Side an und erzählt die Geschichte der beiden Welten vor und hinter dem Spiegel weiter. Die Welten haben sich zum Schlechten verändert. Gab es auf der 1995er-Platte noch mehrere Wege zwischen den Welten, so gibt es jetzt nur noch einen: den auf dem Cover abgebildeten, roten Spiegel.

## Trackliste
1. The Ninth Wave – 9:29
2. Twilight of the Gods – 4:51
3. Prophecies – 5:27
4. At the Edge of Time – 6:55
5. Ashes of Eternity – 5:41
6. Distant Memories – 5:53
7. The Holy Grail – 6:02
8. The Throne – 7:56
9. Sacred Mind – 6:25
10. Miracle Machine – 3:03
11. Grand Parade – 9:29

Limited Deluxe Edition
CD 1
1. The Ninth Wave – 9:28
2. Twilight of the Gods – 4:50
3. Prophecies – 5:26
4. At the Edge of Time – 6:54
5. Ashes of Eternity – 5:39
6. Distant Memories – 5:51

CD 2
1. The Holy Grail – 5:59
2. The Throne – 7:54
3. Sacred Mind – 6:22
4. Miracle Machine – 3:03
5. Grand Parade – 9:28
6. Doom – 5:48

10" – A
1. Grand Parade (Alternate Version)

10" – B
1. Miracle Machine (Alternate Mix)

## Rezension
Sebastian Kessler hörte das Album für den Metal Hammer, gab sechs von sieben möglichen Punkten und urteilte: Aus vielen wunderschönen Ideen, Melodien und Momenten haben Blind Guardian mit Beyond the Red Mirror ein zwar nicht unmittelbar zugängliches, dafür jedoch vielschichtiges und faszinierendes Metal-Kunstwerk erschaffen.

Manuel Berger, der das Album für laut.de rezensierte, war weniger begeistert: Symphonisch ist die Platte, gar keine Frage. Nur begräbt die meterdicke Epikschicht die Songs des Öfteren unter sich. Die gigantischen Arrangements und Songstrukturen stammen zwar ohne Zweifel von Profis. Trotzdem klingen sie wie gewollt, doch fehlgeschlagen. Berger gab zwei von fünf möglichen Sternen. 

Daniel Køtz von CDstarts.de urteilte, vieles wirke erzwungen, arg konstruiert und in seinen schwächsten Momenten scheinen Blind Guardian die Quote zu erfüllen, welche sie sich mit dem Engagement der geladenen Gastmusiker selbst als Bürde aufladen. Weiterhin sei das Album erschreckend blass und arm an Höhepunkten und Esprit. Er vergab fünf von zehn möglichen Punkten.